# Ellen King
Ellen King (Reino Unido, 16 de enero de 1909-febrero de 1994) fue una nadadora británica especializada en pruebas de estilo espalda, donde consiguió ser subcampeona olímpica en 1928 en los 100 metros.

## Carrera deportiva

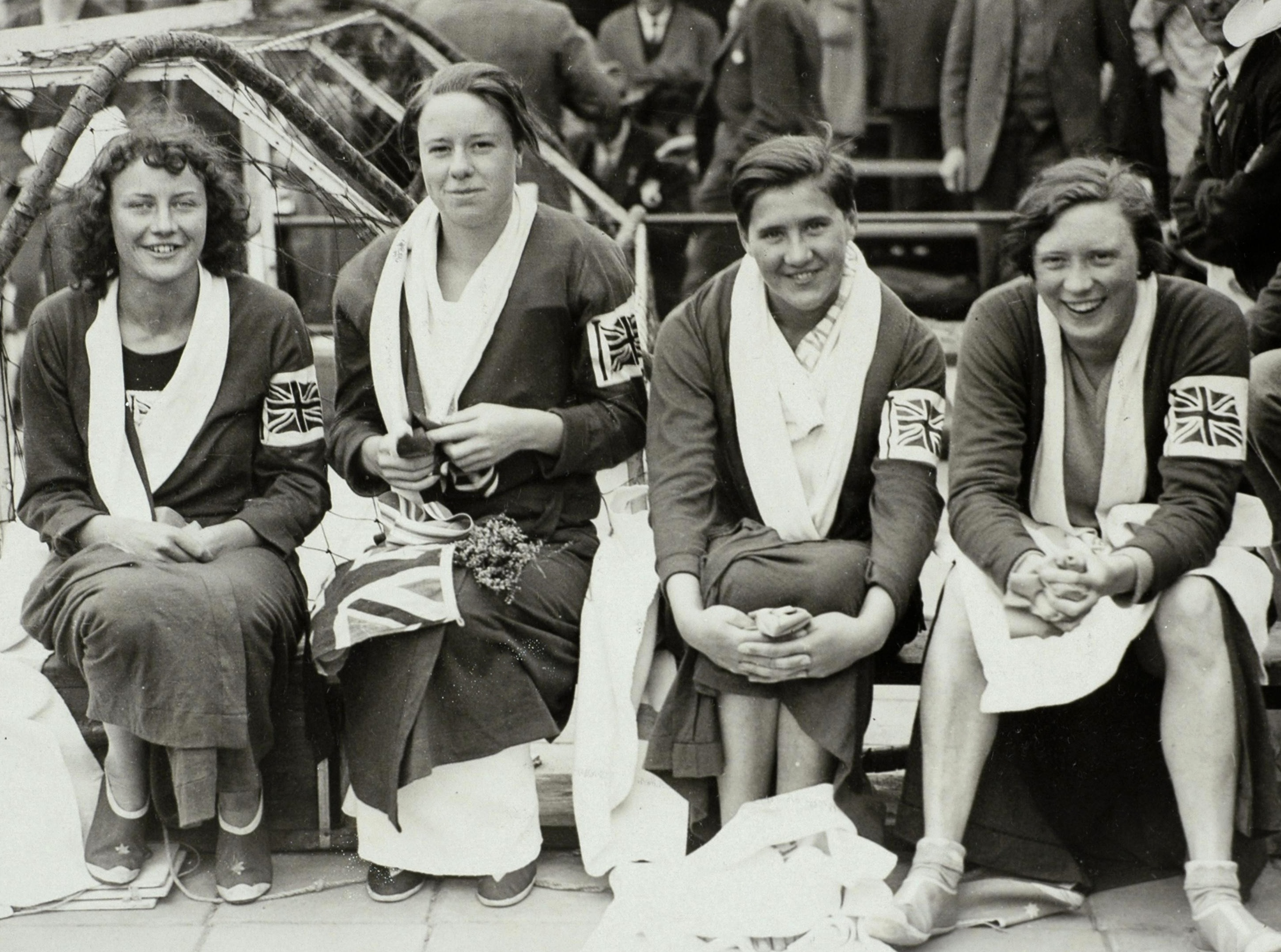
King (segunda por la izq.) junto a sus compañeras de relevos, 1928

En los Juegos Olímpicos de Ámsterdam 1928 ganó la medalla de plata en los 100 metros estilo espalda, tras la neerlandesa Marie Braun y por delante de la también británica Joyce Cooper; y también ganó medalla de plata en los relevos de 4x100 metros libre, tras Estados Unidos y por delante de Sudáfrica.